# جيمس لانغ
جيمس لانغ (بالإنجليزية: James Lang)‏ هو سياسي أسترالي، ولد في 25 مارس 1910، وتوفي في 14 ديسمبر 2002. انتخب عضو الجمعية التشريعية نيو ساوث ويلز.